# 화정동 (울산)
화정동(華亭洞)은 울산광역시 동구의 하위 행정구역으로, 법정동이자 행정동이다.

## 지명
화정동은 조선 현종 13년에 화진(化津)이라는 이름으로 처음 등장한다. 그 후 고종 31년에는 이 일대가 목장 지역이어서 '목장동'이라 하였다. 일제 강점기인 1911년에는 ‘화정동’(化亭洞)이라 하였다가, 다시 일산동과 합쳐 ‘월산동’(月山洞)이 되었다가 1914년의 행정구역 개편 때에 대송동(大松洞)과 합쳐 화정동(華亭洞)이라 하였다. 원래의 화정동은 월봉사가 있는 함월산(含月山)의 구릉지에 마을이 형성되어 있었다. 1978년의 제1차 구획 정리 사업 때 진풀 각단과 동골 마을 일부가 도시화되었고,1982년의 제2차 구획 정리 사업 때 음지 각단, 양지 각단도 모두 개발되었다. 여기서의 '각단'은 마을을 뜻하는 사투리이다.

## 연혁
- 1985년 10월 15일 울산시 일산동에서 분동
- 1992년 1월 20일 화정동일부 대송동으로 분동
- 1997년 7월 15일 울산광역시동구 화정동

## 교육
- 상진초등학교
- 양지초등학교
- 화진중학교
- 울산과학대학